# He Couldn't Say No
He Couldn't Say No est un film américain réalisé par Lewis Seiler, sorti en 1938.

## Synopsis
Lambert T. Hunkins travaille dans une entreprise de linoléum. Lorsque son patron, Oxnard O. Parsons, lui donne une augmentation, la mère de sa petite amie Violet, Mme Coney, décide qu'il est temps pour eux de se marier. Lambert est trop gentil pour refuser.

## Fiche technique
- Réalisation : Lewis Seiler
- Scénario : Robertson White, Joseph Schrank, Ben Grauman Kohn d'après la pièce Larger than Life de Joseph Schrank et une histoire courte de Norman H. Matson[1]
- Producteur : Bryan Foy
- Production : Warner Bros.
- Durée : 61 minutes
- Date de sortie : 18 mars 1938

## Distribution
- Frank McHugh : Lambert T. Hunkins
- Jane Wyman : Violet Coney
- Cora Witherspoon : Mrs. Coney
- Diana Lewis : Iris Mabby
- Berton Churchill : Senateur Mabby
- Ferris Taylor : Oxnard O. Parsons
- William Haade : Slug
- Tom Kennedy : Dimples
- Raymond Hatton : Hymie Atlas
- John Ridgely : Ed, le reporter
- Chester Clute : Musgrave
- Cliff Clark : Auctioneer
- Rita Gould : Julia Becker